# 芬奇堡
芬奇堡（英語：Finchburg）是一個位於美國阿拉巴馬州門羅縣的非建制地區。該地的面積和人口皆未知。

## 地理
芬奇堡的座標為31°38′34″N 87°30′39″W / 31.64278°N 87.51083°W，而該地的平均海拔高度為68米（即223英尺）。